# Fridericia gracilis
Fridericia gracilis är en ringmaskart som först beskrevs av von Bülow 1957.  Fridericia gracilis ingår i släktet Fridericia, och familjen småringmaskar. Arten är reproducerande i Sverige.